# 山根新次
山根 新次（やまね しんじ、1885年6月19日 - 1962年2月9日）は、日本の地質学者｡島根大学学長。

## 略歴
島根県出雲市に生まれる。1910年、東京帝国大学理科大学地質学科、卒業。1915年、京都帝国大学講師、山東鉄道嘱託を経て1929年に九州帝国大学教授に着任、1930年に京都帝国大学から理学博士号を授与される。1935年、商工省地質調査所所長（第6代）を拝命。第二次世界大戦後の1949年、島根大学初代学長に就任する。

## 主な著作
著作
- 山根新次「南部山西省東部炭田調査報文」『海外鋳物調査報告』第13号、出版者不明、192-年、NCID BA86333135。
- 山根新次「支那直隷省南部及河北省北部ニ於ケル炭田調査報文」臨時産業調査局第二部（著）『海外鉱物調査報告 : 支那之部』第16号、商工省地質調査所、1924年（大正13年）、doi:10.11501/987435、NCID BA53891886。
- 山根新次『大阪市地質概観』、私家版、1930年、NCID BA8588959X。
- 山根新次『支那地史』岩波書店〈岩波講座地質学及び古生物学, 鉱物学及び岩石学〉、1931年、NCID BA30007545。
- 山根新次、張資平『中国地史』第2集第700種、王雲五主（編）、商務印書館〈萬有文庫〉、1937年、NCID BA7651061X。
- 山根新次、小川琢治、鈴木虎雄、鳥居龍蔵ほか『揚子江』大阪毎日新聞社（編）、東京日日新聞社、1938年、NCID BN13335641。[7]
- 『海外鉱物調査報告』第九号、商工省地質調査所（編）、北支那開発、1942年、doi:10.11501/1915225、全国書誌番号:70028141。農商務省臨時産業調査局（編）、地質調査所刊（NCID BA5388983X）の複製。
  - 第9号、山根新次「山東省鉱物調査報文」
  - 第10号、山根新次「山西省汾河流域竝沁河流域炭田調査報文」。
- 山根新次「南方鉱産資源総論」『南方経済資源総覧』第2巻、東亜政経社、1944年、NCID BN03673794。
- 山根新次（監修）「第2巻 南方鉱産資源論」『南方経済資源総覧』、東京：日本経国社、1944年。doi:10.11501/1065747、全国書誌番号:53012700、国立国会図書館内限定／図書館送信対象。
- 山根新次「第3編 鉱物、地質及び鉱床」『鉱業便覧』再版、日本鉱業会（編）、丸善出版、1949年、p41-（コマ番号0029.jp2-）。doi:10.11501/2422489、全国書誌番号:49008297、国立国会図書館内／図書館送信。
- 山根新次、三土知芳「わが国の地質調査事業の沿革」『地学雑誌』第63巻第3号（通号693）、1954年9月、東京：東京地学協会、p.151-165。ISSN 0022-135X。
- 山根新次「地質学会における大村君の功績」『大村一蔵を偲ぶ』石油文化社（編）、大村一蔵追憶集刊行会、1965年、p.106-（コマ番号0068.jp2-）。doi:10.11501/2986272、国立国会図書館内／図書館送信。

地図
- 農商務省、山根新次『盛岡図幅』縦行14横行18、地質調査所（編）、東陽堂（発売）、1915年。付録『盛岡図幅地質説明書』NCID BA52968089。
- 商工省『銚子』縦行3横行24、図幅第110号、地質調査所（編）、小柴製版印刷所、1926年、全国書誌番号:21341360。英語併記。地質調査（大正13年）山根新次、製図（大正14年）神村龍造、付属資料『銚子地質説明書』。
- 山根新次（監修）『満蒙華炭鉱要覧図』、日満支石炭連盟（編纂）、1941年、doi:10.11501/1060396、全国書誌番号:46018835。
- 山根新次『南方地域鉱産分布図』日本鉱業会、1942年、NCID BA81219857。

## 関連資料
本文の典拠以外の資料。発行年順。
- 若槻福義「山根新次論」『新島根の群像』島根民報社、1957年、p.221-（コマ番号0121.jp2-）。doi:10.11501/2986508、全国書誌番号:60008058、国立国会図書館内／図書館送信。
- 梶山彦太郎、市原実「§第I章 大阪駅の地下―大阪平野の沖積層（難波累層）―3 山根新次先生の研究」『大阪平野のおいたち』青木書店、1986年、p.20-（コマ番号0014.jp2-）。ISBN 4-250-86043-4、doi:10.11501/9673209、国立国会図書館限定公開。
- 板倉聖宣（監修）「山根新次（地質学）」『事典日本の科学者 : 科学技術を築いた5000人』日外アソシエーツ、2014年。ISBN 978-4-8169-2485-9、全国書誌番号:22439128、国立国会図書館内／図書館送信。